# Fardeen Khan
Pour les articles homonymes, voir Khan (homonymie).
Fardeen Khan (Hindi : फ़र्दीन ख़ान ) (né le 8 mars 1974 à Mumbai) est un acteur indien. Il est particulièrement actif comme acteur bollywoodien.

## Biographie

### Jeunesse
Fardeen Khan est le fils du réalisateur indien Feroz Khan (en) et le cousin de l'acteur Zayed Khan.
Il fait des études à la Jamnabai Narsee School, (Juhu, Mumbai) puis à l'Université du Massachusetts à Amherst (États-Unis) sans achever son cursus en administration des affaires.

## Carrière
Khan commence sa carrière d'acteur en novembre 1998 dans Prem Aggan dirigé par son père. Le film reçoit un accueil tiède, mais la carrière de Khan est relancée par la suite avec Jungle de Ram Gopal Varma.
En 2005, il joue dans la comédie No Entry, qui est un succès commercial.

## Filmographie
| Year | Film                                     | Role                      | Other notes |
| ---- | ---------------------------------------- | ------------------------- | ----------- |
| 1998 | Prem Aggan                               | Suraj Singh               |             |
| 2000 | Jungle                                   | Siddharth "Siddhu" Sharma |             |
| 2001 | Pyaar Tune Kya Kiya                      | Jai                       |             |
| 2001 | Love Ke Liye Kuch Bhi Karega             | Rahul Khanna              |             |
| 2001 | Hum Ho Gaye Aapke                        | Rishi Oberoi              |             |
| 2002 | Kitne Door Kitne Paas                    | Jatin                     |             |
| 2002 | Kuch Tum Kaho Kuch Hum Kahein            | Abhay Vishnu Pratap Singh |             |
| 2002 | Om Jai Jagadish                          | Jai Batra                 |             |
| 2003 | Khushi                                   | Karan Roy                 |             |
| 2003 | Bhoot                                    | Sanjay                    |             |
| 2003 | Janasheen                                | Lucky                     |             |
| 2004 | Dev                                      | Farhaan Ali               |             |
| 2004 | Fida                                     | Vikram Singh              |             |
| 2005 | No Entry                                 | Shekhar 'Sunny'           |             |
| 2005 | Shaadi No. 1                             | Raj                       |             |
| 2005 | Ek Khiladi Ek Haseena                    | Arjun Verma               |             |
| 2006 | Pyare Mohan                              | Pyare                     |             |
| 2006 | Aryan                                    | Sameer                    |             |
| 2007 | Just Married                             | Abhay Sachdeva            |             |
| 2007 | Heyy Babyy                               | Al                        |             |
| 2007 | Darling                                  | Aditya Soman              |             |
| 2009 | Jai Veeru                                | Jai                       |             |
| 2009 | Dulha Mil Gaya : Un mari presque parfait | Tej Dhanraj "Donsai"      |             |
| 2009 | Acid Factory                             |                           |             |
| 2009 | Life Partner                             | Karan                     |             |
| 2009 | All The Best - Fun Begins                |                           |             |
| 2009 | Subway                                   |                           |             |
| 2009 | Kurbani                                  |                           |             |
| 2010 | Basra                                    |                           |             |